# (46639) 1995 BN4
(46639) 1995 BN4 là một tiểu hành tinh vành đai chính. Nó được phát hiện bởi Seiji Ueda và Hiroshi Kaneda ở Kushiro, Hokkaidō, Nhật Bản, ngày 28 tháng 1 năm 1995.